# Арт Жіру
Арт Жіру (англ. Art Giroux, 6 червня 1908, Вінніпег — 5 червня 1982, Калгарі) — канадський хокеїст, що грав на позиції крайнього нападника.

## Ігрова кар'єра
Професійну хокейну кар'єру розпочав 1928 року.
Протягом професійної клубної ігрової кар'єри, що тривала 18 років, захищав кольори команд Національної хокейної ліги «Монреаль Канадієнс», «Бостон Брюїнс» та «Детройт Ред-Вінгс». Також відіграв кілька сезонів у різних нижчих лігах.

## Статистика
| Сезон        | Клуб               | Ліга         | Регулярний сезон | Регулярний сезон | Регулярний сезон | Регулярний сезон | Регулярний сезон | Плей-оф | Плей-оф | Плей-оф | Плей-оф | Плей-оф |
| Сезон        | Клуб               | Ліга         | І                | Г                | П                | О                | ШХ               | І       | Г       | П       | О       | ШХ      |
| ------------ | ------------------ | ------------ | ---------------- | ---------------- | ---------------- | ---------------- | ---------------- | ------- | ------- | ------- | ------- | ------- |
| 1932–1933    | Монреаль Канадієнс | НХЛ          | 40               | 5                | 2                | 7                | 14               | 2       | 0       | 0       | 0       | 0       |
| 1934–1935    | Бостон Брюїнс      | НХЛ          | 10               | 1                | 0                | 1                | 0                | -       | -       | -       | -       | -       |
| 1935–1936    | Детройт Ред-Вінгс  | НХЛ          | 4                | 0                | 2                | 2                | 0                | -       | -       | -       | -       | -       |
| Усього в НХЛ | Усього в НХЛ       | Усього в НХЛ | 54               | 6                | 4                | 10               | 14               | 2       | 0       | 0       | 0       | 0       |